# O-スクシニル安息香酸CoAリガーゼ
o-スクシニル安息香酸CoAリガーゼ(o-succinylbenzoate-CoA ligase、EC 6.2.1.26)は、以下の化学反応を触媒する酵素である。
ATP + o-スクシニル安息香酸 + CoA{\displaystyle \rightleftharpoons }AMP + 二リン酸 + o-スクシニルベンゾイルCoA
従って、この酵素の3つの基質はATPとo-スクシニル安息香酸とCoA、3つの生成物はAMPと二リン酸とo-スクシニルベンゾイルCoAである。
この酵素は、リガーゼ、特に酸-チオールリガーゼに分類される。系統名は、2-スクシニル安息香酸:CoAリガーゼ(AMP生成)である。その他よく用いられる名前に、2-succinylbenzoyl-coenzyme A synthetase、2-succinylbenzoate:CoA ligase (AMP-forming)等がある。
この酵素は、ユビキノンの生合成に関与している。

## 構造
2007年末時点で、この酵素の2つの構造が解明されている。蛋白質構造データバンクのコードは、2OKTと2OLAである。